# Немирівське
Не́мирівське — село у складі Балтської міської громади у Подільському районі, Одеська область. Лежить за 9 км від центру громади — міста Балти. На півдні межує зі селом Перельоти, на сході зі селом Гольма, на півночі зі селом Пасат та на заході зі селом Андріяшівка.

## Історія
Названо по імені поміщика Неміровського. За адміністративними поділами — з 16 сторіччя Брацлавський повіт, з 19 сторіччя Балтський повіт, 20 сторіччя Балтський район.
7 (20) листопада 1917 року, відповідно до Третього Універсалу Української Центральної Ради, увійшло до складу Української Народної Республіки.
Під час організованого радянською владою Голодомору 1932—1933 років померло щонайменше 5 жителів села.
12 червня 2020 року, відповідно до Розпорядження Кабінету Міністрів України від № 724-р «Про визначення адміністративних центрів та затвердження територій територіальних громад Одеської області», увійшло до складу Балтської міської територіальної громади.
19 липня 2020 року, в результаті адміністративно-територіальної реформи і ліквідації Балтського району, село увійшло до складу новоутвореного Подільського району.

## Населення
Згідно з переписом 1989 року населення села становило 730 осіб, з яких 299 чоловіків та 431 жінка.
За переписом населення 2001 року в селі мешкала 621 особа.

### Мова
Розподіл населення за рідною мовою за даними перепису 2001 року:
| Мова       | Відсоток |
| ---------- | -------- |
| українська | 93,73 %  |
| румунська  | 3,22 %   |
| російська  | 3,05 %   |

## Визначні пам'ятки
Дерев'яна Церква святого Дмитра засновано у 1880 році, не збереглась.
Церква Успіння святої Анни. Храм засновано у 1777 році. Дерев'яна, подібна до хати, з очеретяним дахом. Закрита у 1847 році через крайню ветхість.

## Відомі люди
У селі народився Курас Іван Федорович, віце-прем'єр-міністр, організатор і перший директор Інституту політичних і етнонаціональних досліджень НАН України, академік НАН України.

## Побут
Будується загальноосвітня школа. Строки здачі, кінець 2007 року.